# Megommata psidii
Megommata psidii är en tvåvingeart som beskrevs av Barnes 1939. Megommata psidii ingår i släktet Megommata och familjen gallmyggor.
Artens utbredningsområde är Kongo. Inga underarter finns listade i Catalogue of Life.